# Leptocythere santacruzensis
Leptocythere santacruzensis is een mosselkreeftjessoort uit de familie van de Leptocytheridae. De wetenschappelijke naam van de soort is voor het eerst geldig gepubliceerd in 1997 door Whatley, Moguilevsky, Toy, Chadwick, Ramos.